# Jurong FC
El Jurong FC fue un equipo de fútbol de Singapur que alguna vez jugó en la S.League, la primera división de fútbol en el país.

## Historia
Fue fundado el 25 de julio de 1975 en la ciudad de Jurong con el nombre Jurong Town FC con el fin de representar a los habitantes y a los empleados de la industria en la ciudad, ingresando a la liga de fútbol en 1988 reorganizada por la Asociación de Fútbol de Singapur, consiguiendo un patrocinio por $100.000.
En ese año, el Jurong Town gana la Copa de Singapur, repitiendo el logro al año siguiente y además obtuvieron el subcampeonato de liga. Dos años después. el club desciende de categoría.
En 1992 el club retorna a la máxima categoría para descender dos años después.
En 1997 el club cambia su nombre al de Jurong FC e ingresa a la S.League, permaneciendo en la liga hasta el año 2003, cuando la S.League se decide expulsarlo de la liga por problemas financieros, con lo que el equipo desaparece.

## Palmarés
- Copa de Singapur: 2

1988, 1989

## Jugadores

### Jugadores destacados
| - V. Sundramoorthy - Jeffrey Lazaroo - A.R.J. Mani | - K Kannan - D. Tokijan - Lim Chiew Peng | - Nazri Nasir - Lim Tong Hai - Manalton Santos |

## Entrenadores

### Entrenadores destacados
- Jimmy Pearson